# Beechcraft Denali
El Beechcraft Denali, también conocido como Model 220 y anteriormente como Cessna Denali y Textron "Single Engine Turboprop" (SETP), es un avión monomotor turbohélice estadounidense en desarrollo por Textron Aviation. Fue anunciado en el EAA AirVenture Oshkosh de 2015, el avión es un diseño completamente nuevo, no derivado de ninguna aeronave existente. Entrará a competir con el Pilatus PC-12 y el Daher-Socata TBM, así como con otros nuevos proyectos como el One Aviation Kestrel K-350 y el CAIGA Primus 150.

## Desarrollo
En noviembre de 2015, GE Aviation anunció que su General Electric Advanced Turboprop (ATP) (lanzado como General Electric Catalyst) había sido seleccionado para propulsar la aeronave. El 23 de mayo de 2016, Textron anunció los detalles de rendimiento y cabina del SETP. En el AirVenture de 2016 en Oshkosh, Wisconsin, el proyecto recibía el nombre de Cessna Denali. En mayo de 2017, después de realizar pruebas con un banco de pruebas en tierra del sistema de combustible y la hélice, Textron anunció que había comenzado a construir articulaciones de prueba estáticos y de fatiga, incluida la puerta de carga trasera. Los vuelos de pruebas comenzarían en el tercer trimestre de 2018, seguidos de los vuelos para certificación en 2019
En febrero de 2018 el montaje del primer prototipo estaba en marcha en Wichita, para un primer vuelo previsto antes de finales de año. Para entonces, su costo unitario era de 4,8 millones de dólares y la entrada en servicio estaba prevista para 2020
En mayo de 2018 continuaban las pruebas en tierra y se estaban fabricando todos los componentes principales, incluidos la nariz, el fuselaje, las alas y el cono de cola.
Se estaban completando tres prototipos de vuelo para un primer vuelo previsto para principios de 2019.
En octubre de 2018, los primeros prototipos de fuselaje y controles de vuelo estaban casi terminados y las alas estaban empezando a construirse, con el fin de obtener la certificación en 2020. Sin embargo, en octubre de 2019 fue necesario aplazar el primer vuelo debido a retrasos en las pruebas del motor GE Catalyst, y Textron esperaba su primer turbohélice en 2020.
En julio de 2021, el motor turbohélice debía realizar su vuelo inaugural instalado en un avión King Air 350 durante los meses siguientes, para obtener la certificación del motor a finales de 2022. Se instaló un motor GE Catalyst en un fuselaje Denali para realizar su primer vuelo antes de finales de año y lograr la certificación de la aeronave en 2023.
El 23 de noviembre de 2021, el Denali realizó su primer vuelo desde las instalaciones de Textron Aviation en Wichita, Kansas. En el vuelo de 2 horas y 50 minutos alcanzó 180 nudos (330 km/h) y una altitud de 15.600 pies (4.755m). El programa de certificación utiliza dos prototipos de vuelo adicionales y tres fuselajes de prueba en tierra. El segundo prototipo se unió al programa de prueba cuando voló por primera vez a mediados de junio de 2022.
En 2022, su precio equipado se estimó en 6 millones de dólares y se prevé que sea de 6,3 millones en 2024.

## Diseño

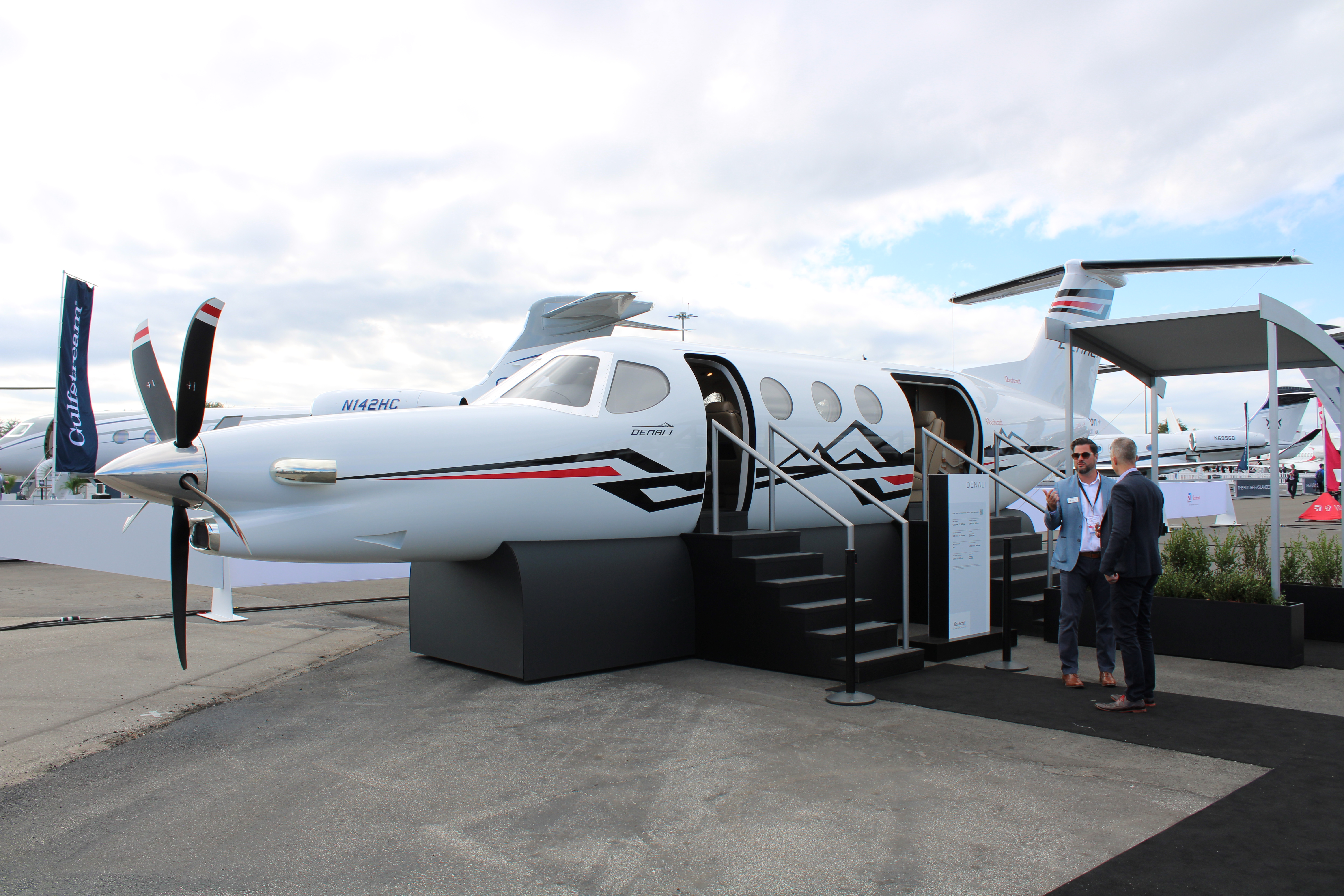
Maqueta del fuselaje presentado en la convención NBAA-BACE de 2022.

La altitud en cabina a 31.000 pies (9.400 m) debería ser de 6.130 pies (1.870 m). Su fuselaje tiene una sección de 160X147cm (63×58 pulgadas) con un suelo plano, teniendo un ancho de 7,6cm (3 pulgadas) más que el de su competidor más cercano; la puerta de carga de 135×150 cm (53×59 pulgadas) más grande que la puerta de 132×135 cm (52×53 pulgadas) del PC-12.
El enlace metálico hace que las alas sean más resistentes a las fugas de combustible y la perforación automática ahorra mano de obra. La cabina se ensambla con precisión a otras estructuras gracias a herramientas de rebajado CNC y localización de pasadores Para reducir el número necesario de perforaciones y anclajes, las piezas grandes, como la viga del ala y las puertas principales, se mecanizan monolíticamente a partir de un único lingote de aluminio o se mecanizan mediante el fresado químico, como la pared de fuego hecha de titanio

## Especificaciones técnicas
Información desde Textron
Características generales
- Tripulación: 1 a 2
- Capacidad: 7 a 9 pasajeros / con 500kg (1,100lb o 164 USgal) de combustible de carga completa
- Longitud: 14.86 m (48 ft 9 in)
- Envergadura: 16.54 m (54 ft 3 in)
- Altura: 4.62 m (15 ft 2 in)
- Altura de la cabina: 150 cm (58in)
- Ancho de cabina: 160 cm (63 in)
- Largo de cabina: 5.11 m (16 ft 9 in)
- Planta motriz: 1 × General Electric Catalyst, 1,300 hp (970 kW)
- Hélice: McCauley de 5 palas y 2.67 m de diámetro, de material compuesto, totalmente embanderables y reversibles

Rendimiento
- Velocidad de crucero: 285 kn (528 km/h) máximo
- Alcance: 1,600 nmi (2,963 km) con 1 piloto y 4 pasajeros, configurado en crucero de alta velocidad
- Techo de vuelo: 31,000 ft (9,452 m)
- Carrera de despegue: 900 m (2,950 ft)

Aviónica
- Garmin G3000